# Bonnefoi
Bonnefoi település Franciaországban, Orne megyében. Lakosainak száma 189 fő (2022. január 1.). Bonnefoi Les Aspres, Bonsmoulins, La Ferrière-au-Doyen és Les Genettes községekkel határos.

## Népesség
A település népességének változása:
| Lakosok száma | 182  | 181  | 188  | 185  | 187  | 188  | 190  | 191  | 189  |
|               | 2013 | 2015 | 2016 | 2017 | 2018 | 2019 | 2020 | 2021 | 2022 |